# Georges Paulmier
Pour les articles homonymes, voir Paulmier.
Georges Paulmier, né le 24 septembre 1882 à Frépillon et mort le 30 décembre 1965 à Châteaudun, est un cycliste français.

## Biographie
- Cycliste professionnel de 1908 à 1911.

## Palmarès
- 1907
  - Paris-Beaugency
- 1909
  - 3e de Paris-Dijon

## Résultats sur le Tour de France
- 2 victoires d’étapes sur le Tour de France
  - 1908 : 6e du classement général et vainqueur de la 10e étape (Bayonne-Bordeaux[2])
  - 1910 : 12e du classement général et vainqueur de la 8e étape (Nîmes-Perpignan[3])
- 1911 : 16e du classement général